# Syed Murad Ali Shah
Syed Murad Ali Shah (* 8. November 1962 in Karatschi) ist ein pakistanischer Politiker und Bauingenieur, der seit dem 20. August 2018 Chief Minister von Sindh und Mitglied der Sindh Assembly ist.